# 新加坡室内体育馆
新加坡室內体育馆（英語：Singapore Indoor Stadium）是位于新加坡加冷的一个室内体育馆，由丹下健三擔任建築設計，外形为锥形，内部为无柱结构。新加坡室内体育馆落成于1989年，并于同年12月31日开放。根据配置的不同，它的最大总容量为15,000人，全座位配置为12,000人。
新加坡室内体育馆经常举办各类体育比赛，如新加坡羽毛球公开赛、東南亞職業籃球聯賽等赛事，美国职业摔跤也曾在此进行。 2009年亞洲青年運動會于此举行了开幕式，2010年夏季青年奥林匹克运动会也在此场馆举行羽毛球和乒乓球比赛项目，而2014年至2018年的WTA年終賽亦是在此舉行。
此外体育馆也经常于举办演唱会、花式溜冰表演、马戏、魔术、音乐剧和戏剧等。
室内体育馆与新加坡国家体育场相距不远。随着2010年环线体育场地铁站的开放，体育馆周边的交通变得更为便利。
2024年，新加坡政府宣布将建一个能灵活举办不同活动的世界级新室内场馆，可以更快地调整空间以配合不同活动需求，也为观众提供更好的体验。新加坡室内体育馆会继续运作，直到新设施建成为止。

## 演唱會

### 香港歌手
- 梅艷芳：
  - 1991.07.05~06 “梅艷芳世界巡迴告別演唱會”
  - 1996.03.02~03 “梅艷芳新加坡演唱會”
  - 2002.08.16 “梅艷芳極夢幻巡迴演唱會”
- 黎明：
  - 1992.02.11∼12 “親近您黎明演唱會”（英語：Leon Lai–Close To You Concert）[3][4]
  - 1994.04.08∼09 “新馬巡迴演唱會”（英語：Leon Lai Live in Concert 94）[5]
- 譚詠麟：
  - 1992.06.25~27 “1992世界巡迴演唱會”
  - 1994.07.28~29 “1994世界巡迴演唱會”
  - 2002.12.25 “2002世界巡迴演唱會聖誕場”
  - 2016.11.19 “銀河歲月40載世界巡迴演唱會”
  - 2014.09.06 左麟右李 “十周年巡迴金曲演唱會”
- 王菲：
  - 1995.11.02∼03 “最精彩演唱會”
  - 1999.02.13~14 “唱遊大世界演唱會”
  - 2004.06.02 “菲比尋常演唱會”
  - 2011.10.29 “王菲巡唱演唱會”
- 林憶蓮：
  - 1996.09.21 “Love Sandy 1996亞洲巡迴演唱會”
  - 2002.11.23 “憶蓮演唱會2002”（四面台）
  - 2008.10.18 “林憶蓮新加坡演唱會”
- 張國榮：
  - 1997.01.31~02.01 “跨越97演唱會”
- 鄭秀文：
  - 1998.03.20~21 “Sammi Star Show演唱會”
  - 2000.09.02 “鄭秀文世界巡迴演唱會”
  - 2002.03.22 “Shocking Colours演唱會”
  - 2004.08.27 “Sammi VS Sammi演唱會”
  - 2007.10.13 “Show Mi演唱會”
  - 2010.04.02 “Love Mi世界巡迴演唱會”
  - 2010.11.06 “Love Mi More世界巡迴演唱會”
  - 2015.08.01 “Touch Mi 世界巡迴演唱會”
- 張學友
  - 1999.03.26~27 “友個人99世界巡迴演唱會”
  - 2002.05.17~18 “張學友2002音樂之旅世界巡迴演唱會”
  - 2007.07.13~15、2008.01.05~01.06 “學友光年世界巡迴演唱會”
  - 2011.08.26~30 “張學友1/2世紀世界巡迴演唱會”
  - 2017.02.24~26, 2018.02.09~11 “A CLASSIC TOUR 學友.經典世界巡迴演唱會”
  - 2023.07.14~16, 21~23, 28~30 “張學友60+巡迴演唱會”
  - 2025.11.21~23, 28~30 “張學友60+巡迴演唱會”
- 莫文蔚：
  - 2001年1月13日 “好莫文蔚巡迴演唱會”
  - 2019年6月15日 “絕色莫文蔚25周年世界巡迴演唱會”
- 陳慧琳：
  - 2001.04.25 陳慧琳花花宇宙世界巡迴演唱會
  - 2003.12.12 陳慧琳飛天舞會世界巡迴演唱會
- 劉德華：
  - 2001.11.17 “夏日Fiesta 世界巡迴演唱會”
  - 2008.12.12~13 “Wonderful World 世界巡迴演唱會”
  - 2019.09.25~28 “My Love 世界巡迴演唱會”
  - 2024.10.10~13 “「今日…is the Day」劉德華巡迴演唱會”
- 郭富城
  - 2007.09.04 “舞台寶典巡迴演唱會”
  - 2009.05.30、2010.05.07 “舞林正傳世界巡迴演唱會”
  - 2012.09.08 “舞臨盛宴世界巡迴演唱會”
- 陳奕迅：
  - 2008.07.26 “Eason's Moving On Stage演唱會”
  - 2010.09.18 “DUO世界巡迴演唱會”
  - 2014.03.01 “EASON's LIFE世界巡迴演唱會”
  - 2017.12.03 “Eason says C'mon in~Tour”
  - 2023.04.15~04.16 “FEAR AND DREAMS陳奕迅世界巡迴演唱會”
- 李玟
  - 2010.10.2“East to West”
- 鄧紫棋：
  - 2017.08.12~13 G.E.M. Queen of Hearts 世界巡迴演唱會
- 王嘉尔：
  - 2022.12.23 JACKSON WANG MAGIC MAN WORLD TOUR 2022
- MIRROR：
  - 2024.05.01 “FEEL THE PASSION CONCERT TOUR 2024”
- 李克勤：
  - 2024.06.09 “弦續巡迴演唱會”

### 台湾歌手
- 張惠妹：
  - 1996.05.25、05.27 “妹力四射演唱會”
  - 2002.11.16~17 “A級娛樂世界巡迴演唱會”
  - 2007.11.08 “Star世界巡迴演唱會”
  - 2008.10.04 “Star世界巡迴演唱會”
  - 2010.01.29~30 “阿密特首次世界巡迴演唱會”
  - 2012.01.06~07 “Ameizing世界巡迴演唱會”
  - 2013.01.26 “Ameizing世界巡迴演唱會”
  - 2017.06.09~10 “烏托邦2.0慶典世界巡迴演唱會”
  - 2023.07.07~08 “ASMR世界巡迴演唱會”
  - 2024.07.27~28“ASMR MAX世界巡迴演唱會”[6]
- 張信哲：
  - 1997.04.05 “夢想成真演唱會”
  - 1999.07.10 “回來演唱會”
  - 2004.09.11 “張牙五爪雙聲帶演唱會”
  - 2013.03.09 “空出來的時間世界巡迴演唱會”
  - 2019.05.11 “未來式世界巡迴演唱會”
- 動力火車
  - 1999.01.30 “動力火車1999年背叛情歌亞洲狂唱會”
  - 2000.01.15 “POWER 2OOO LIVE新加坡演唱會”
  - 2022.08.20 “都是因為愛世界巡迴演唱會”
- 伍佰：
  - 2000.03.25 “伍佰&China Blue真世界亞洲巡迴演唱會”
  - 2002.08.08 “九重天亞洲巡迴演唱會”
  - 2003.12.09、2005.05.04 “真心英雄演唱會”
  - 2008.04.07 “你是我的花朵世界巡迴演唱會”
- 任賢齊：
  - 2000.11.18 “2000~2003世界巡迴演唱會”
  - 2013.05.25 “飆世界巡迴演唱會”
- 周杰倫：
  - 2003.01.11~12 “THE ONE巡迴演唱會”
  - 2004.11.26~27 “無與倫比巡迴演唱會”
  - 2008.01.18~19 “2008世界巡迴演唱會”
  - 2010.07.23~25 “The Era超時代世界巡迴演唱會”
  - 2013.06.06~08 “Opus Jay魔天倫世界巡迴演唱會”
- 5566：
  - 2003.04.12 “超越自我PLAY演唱會”
  - 2004.04.17 “龍之神武演唱會”
  - 2019.07.06 「Since 5566」演唱會
- 費玉清：
  - 2003.07.17~18 新加坡室內體育館舉行個人演唱會
  - 2006.04 新加坡室內體育館舉行個人演唱會
- Energy
  - 2003.09.13 “ENERGY POWER演唱會”
  - 2024.11.23 “一觸即發巡迴演唱會”
- 五月天：
  - 2003.10.22 “天空之城復出演唱會”
  - 2008.04.26 “回到地球表面演唱會”旗艦場
  - 2009.08.28~29 “DNA創造演唱會”
  - 2012.02.25 “諾亞方舟世界巡迴演唱會末日版”
  - 2013.06.14~15 “諾亞方舟世界巡迴演唱會明日版”
  - 2016.08.05~06 “Just Rock It！2016就是世界巡迴演唱會”
  - 2017.12.15~17 “五月天LIFE人生無限公司巡迴演唱會”
- 陶喆：
  - 2003.12.10 “Soul Power 巡回演唱会
  - 2005.11.26 “Love Can就是愛你音樂驚奇之旅世界巡迴演唱會”
  - 2008.04.19 “1.2.3我們都是木頭人世界巡迴演唱會”
  - 2010.01.08 “上太空说巡回演唱会”
  - 2018.06.09 “Up-Close with David Tao”演唱會
- 蔡依林：
  - 2004.12.11 “J1世界巡迴演唱會”
  - 2007.04.07 “唯舞獨尊世界巡迴演唱會”
  - 2011.05.07 “Myself世界巡迴演唱會”
  - 2015.07.25 “Play世界巡迴演唱會”
- S.H.E：
  - 2005.01.08 “奇幻樂園世界巡迴演唱會”
  - 2007.01.27 “移動城堡世界巡迴演唱會”
  - 2010.04.17 “S.H.E is THE ONE 愛而為一世界巡迴演唱會”
  - 2013.10.26 “Together Forever世界巡迴演唱會”
- 梁靜茹：
  - 2005.03.05 “愛的大遊行世界巡迴演唱會”
  - 2007.12.29 “今天情人節世界巡迴演唱會”
  - 2011.07.23 “愛的那一頁世界巡迴演唱會”
  - 2016.09.24 “你的名字是愛情世界巡迴演唱會”
  - 2024.03.30 “當我們談論愛情 20週年世界巡迴演唱會”
- 王力宏：
  - 2006.10.21 “蓋世英雄演唱會”
  - 2008.11.01 “MUSIC-MAN世界巡迴演唱會”
  - 2012.08.18 “MUSIC-MANⅡ火力全開世界巡迴演唱會”
  - 2019.01.05 “龍的傳人2060世界巡迴演唱會”
- 羅志祥：
  - 2007.12.01 “Show on stage一支獨秀”演唱會
  - 2010.05.22 “舞法舞天世界巡迴演唱會”
  - 2011.05.14 “舞法舞天之一萬零一夜世界巡迴演唱會”
  - 2013.03.01 “舞極限世界巡迴演唱會”
  - 2014.05.03 “舞極限之舞魂再現世界巡迴演唱會”
  - 2023.10.07 “World Tour Evolution”
- FIR飛兒樂團：
  - 2008.08.08 “第十行星世界巡迴演唱會”
  - 2010.07.09 “創‧世紀 It's My Live世界巡迴演唱會 ”
- 飛輪海：
  - 2008.12.19 “想入飛飛世界巡迴演唱會”
- 林宥嘉：
  - 2009.02.20 “迷宮巡迴演唱會”
  - 2024.08.30 “idol 世界巡迴演唱會”
- 陳綺貞：
  - 2009.04.04 “太陽巡迴演唱會”
  - 2014.02.22 “時間的歌巡迴演唱會”
- 縱貫線：
  - 2009.07.18、2010.01.23 “縱貫線世界巡迴演唱會”
- 蕭敬騰：
  - 2010.03.13 “Mr.Rock洛克先生演唱會”
  - 2012.01.14 “有一種精神叫蕭敬騰世界巡迴演唱會”
  - 2012.11.10 “有一種精神叫蕭敬騰世界巡迴演唱會安可場”
  - 2015.08.15 “TRIPLE JAM世界巡迴演唱會”
  - 2018.11.24 “娛樂先生世界巡迴演唱會”
- 蕭亞軒：
  - 2010.09.04 “WOW世界巡迴演唱會”
- 楊丞琳：
  - 2010.10.16 “異想天開巡迴演唱會”
- 劉若英：
  - 2010.11.27 “脫掉高跟鞋演唱會”
- 江蕙
  - 2011.03.26 “海外初登場”
- 周華健：
  - 2011.05.28 “花旦2011巡迴演唱會”
  - 2015.08.29 “今天唱什麼? 世界巡迴演唱會”
  - 2017.08.26 “今天唱什麼? 再團圓版 世界巡迴演唱會”
  - 2023.05.20 “少年俠客世界巡迴演唱會”
- 李宗盛：
  - 2014.06.21 “既然青春留不住世界巡迴演唱會”
  - 2024.11.16 “有歌之年巡回演唱会”
- 蘇打綠：
  - 2014.08.30 “空氣中的視聽與幻覺10週年世界巡迴演唱會”
- 劉家昌：
  - 2014.09.20 “往事只能回味音樂會”
- 田馥甄：
  - 2016.03.05 “如果世界巡迴演唱會”
- A-Lin：
  - 2019.05.04 “A-Lin SHOW”
- 范瑋琪：
  - 2019.11.16 “在幸福的路上世界巡迴演唱會”
- 周興哲：
  - 2019.12.13~14 “你，好不好？ 亞洲巡迴演唱會”
  - 2022.09.10~11 “Odyssey～旅程演唱會”
  - 2023.11.04~5 “Odyssey～旅程演唱會 Encore”
- 八三夭：
  - 2022.06.25 “想見你想見你想見你演唱會”
- 告五人
  - 2024.06.22 “《宇宙的有趣》告五人第一次新世界巡迴演唱會”

### 新加坡歌手
- 孫燕姿：
  - 2002.04.27 “Start世界巡迴演唱會”
  - 2006.01.14 “孫燕姿世界巡迴演唱會”
  - 2009.07.11 “答案是世界巡迴演唱會”
  - 2025.04.05~06, 12~13 “就在日落以後巡迴演唱會”
- 林俊傑：
  - 2006.06.24 “就是俊傑世界巡迴演唱會”
  - 2009.03.28 “傑伴2009世界巡迴演唱會”
  - 2011.03.05 “I AM世界巡迴演唱會”
  - 2013.11.09 “時線TimeLine世界巡迴演唱會”
  - 2015.09.05 “時線：新地球世界巡迴演唱會 安可場”
  - 2018.08.15~16、18~19 “聖所世界巡迴演唱會”
- 蔡健雅：
  - 2011.04.09 “Tanya and the Cities巡迴演唱會”

### 中國大陸歌手
- 張靚穎：
  - 2012.09.15 “我的模樣世界巡迴演唱會”
- 丁噹：
  - 2013.01.05 “真愛好難得世界巡迴演唱會”
  - 2016.02.27 “我愛你戀習曲世界巡迴演唱會”
- 薛之謙：
  - 2018.11.17 “摩天大樓世界巡迴演唱會”
  - 2024.01.05-07 “天外来物世界巡迴演唱會”
- 李榮浩：
  - 2019.10.19 “年少有為世界巡迴演唱會”
  - 2024.02.03 “縱橫四海世界巡迴演唱會”
- 于文文：
  - 2024.04.13 “魔方視界巡迴演唱會”

### 西洋歌手
- Avril Lavigne：
  - 2005.04.02 “Bonez Tour”
  - 2008.09.07 “The Best Damn Tour”
  - 2011.05.09 “The Black Star Tour”
  - 2014.02.15 “The Avril Lavigne Tour”
- 新好男孩：
  - 2008.03.10 “Unbreakable Tour”
- Taylor Swift：
  - 2009.04.23 “Fearless Tour”
  - 2011.02.09 “Speak Now World Tour”
  - 2014.06.09&06.12 “Red Tour”
  - 2015.11.07~08 “The 1989 World Tour”
- Justin Bieber：
  - 2011.04.19 “My World Tour”
- Lady Gaga
  - 2012.05.28~29&05.31 “Born This Way Ball”
- Bruno Mars：
  - 2014.03.26 “The Moonshine Jungle Tour”
- 缪斯乐队：
  - 2015.09.26 “MUSE LIVE IN SINGAPORE”

### 韩国歌手
- Rain：
  - 2007.01.21 “RAIN'S COMING World Tour”
  - 2011.05.22 “The Best Show Asia Tour”
- BIGBANG：
  - 2008.07.01 “BIGBANG Global Warning Tour”
  - 2012.09.28~29 “BIGBANG 世界巡迴演唱會”
  - 2015.07.18~19 “MADE 世界巡迴演唱會”
  - 2016.10.02 “BIGBANG MADE [V.I.P] TOUR”
- Super Junior：
  - 2011.01.29~30 “Super Junior The Asia Tour Super Show 3”
  - 2012.02.18~19 “Super Junior World Tour Super Show 4”
  - 2013.07.06 “Super Junior World Tour Super Show 5”
  - 2015.05.01 “Super Junior World Tour Super Show 6”
  - 2018.01.27 “Super Junior World Tour Super Show 7”
  - 2022.09.03 “Super Junior World Tour Super Show 9”
- SHINee：
  - 2011.09.10 “SHINee The 1st Asia Tour-SHINee WORLD”
  - 2012.12.08 “SHINee The 2nd Asia Tour-SHINee WORLD Ⅱ”
- 2PM：
  - 2011.11.19 “2PM HANDS UP ASIA TOUR”
- 少女時代：
  - 2011.12.09~10 “Girls' Generation The 2nd Asia Tour”
  - 2013.10.12 “Girls' Generation The 1st World Tour Girls & Peace”
- 金賢重：
  - 2012.05.04 “Kim Hyun Joong Asia FanMeeting”
- 2NE1：
  - 2012.12.01 “2012 2NE1 WORLD TOUR ～NEW EVOLUTION～”
  - 2014.06.28 “2014 2NE1 WORLD TOUR ～ALL OR NOTHING～”
  - 2024.12.21~22 “2024-25 2NE1 ASIA TOUR [WELCOME BACK]”
- CNBLUE：
  - 2013.04.13 “CNBLUE Blue Moon World Tour”
  - 2014.05.10 “CNBLUE LIVE–CAN'T STOP”
- G-Dragon：
  - 2013.06.29~30 “獨一無二世界巡迴演唱會”
  - 2017.06.24~25 “母胎世界巡迴演唱會”
- EXO：
  - 2014.08.23 “EXO FROM. EXOPLANET ＃1 - THE LOST PLANET”
- YG FAMILY：
  - 2014.09.13~14 “2014 YG FAMILY CONCERT”
- TWICE ：
  - 2018.06.17 "TWICELAND ZONE 2：Fantasy Park in Singapore"
  - 2019.07.13 TWICE WORLD TOUR 2019 "TWICELIGHTS"
  - 2023.09.02 TWICE 5TH WORLD TOUR ‘READY TO BE’
- BLACKPINK：
  - 2019.02.15 “BLACKPINK 2019 World Tour「In Your Area」”
- NCT 127：
  - 2019.07.20 “NCT 127 World Tour NEO CITY - The Origin”
- 太妍：
  - 2023.08.19~20 “TAEYEON Concert – The ODD Of LOVE”
  - 2025.05.03~04 “TAEYEON Concert – The TENSE”
- ITZY：
  - 2024.04.06 “ITZY 2ND WORLD TOUR <BORN TO BE>”
- IU：
  - 2024.04.20~21 “H.E.R. World Tour”
- SEVENTEEN ：
  - 2018.09.21 SEVENTEEN Concert 'IDEAL CUT' 

  - 2022.10.13 SEVENTEEN WORLD TOUR 'BE THE SUN'

### 日本歌手
- ONE OK ROCK:
  - 2018.01.20 "AMBITIONS ASIA TOUR  2018 LIVE IN SINGAPORE "

- 藤井风
  - 2024.10.26 “Best of Fujii Kaze 2020-2024 ASIA TOUR”

## 可容纳人数
新加坡室內体育馆占地5万4178平方米，最大容量则是12000人；举办演唱会时可容纳7000多人，举办体育项目时可容纳8000-10000多人。